# Anne de Bauffremont
Anne de Bauffremont-Courtenay, née à Paris le 1er avril 1919 et morte à Ravensbrück le 15 février 1945, est une résistante française de la Seconde Guerre mondiale.

## Biographie
Fille de Pierre d'Alcantara de Bauffremont, prince-duc de Bauffremont-Courtenay et de Thérèse Chevrier. 
Membre des Forces Françaises Combattantes (FFC) et agent P2 du réseau de Résistance F2, elle est chargée de mission de 3e classe (assimilée sous-lieutenant) et est arrêtée par la Gestapo de la rue de la Pompe le 6 juillet 1944 à Paris puis enfermée trois semaines à Fresnes, où elle subit interrogatoire et torture. Elle n'a pas parlé. 
Déportée par le dernier train au départ d'Île-de-France le 15 août 1944 (« convoi des 57000 »), elle est internée à Ravensbrück (Mat 57772), à Torgau puis à Königsberg, délivrée par les Russes, reprise par les Allemands et ramenée à Ravensbrück où elle est Morte pour la France le 15 février 1945 de dysenterie à l'âge de 25 ans. 
Dans ses mémoires, Jacqueline Pery d'Alincourt écrit à son propos : « Un soir, l'une de nos amies, Anne de Bauffremont, me rejoint sur ma paillasse au troisième étage. Elle vient d'être tondue et son visage est marqué du signe que nous avons appris à déchiffrer : la fin très proche, inéluctable. Serrées l'une près de l'autre, nous partageons le précieux missel. Elle me quitte. Nous savons l'une et l'autre que nous ne nous reverrons plus. Elle va être engloutie dans l'effroyable tente où sont entassées les dernières arrivées. »

## Reconnaissances

Armes de Bauffremont

- La Croix de la Vaillance polonaise lui a été décernée à titre posthume le 7 mai 1945.
- Une plaque en sa mémoire se trouve au cimetière de Picpus de Paris[7],[8].

## Archives
- Dossier administratif de résistante GR 16 P 161575 au Service historique de la Défense[9].